# Arthur Shaw
Arthur Briggs "Art" Shaw (Joliet, Illinois, 28 d'abril de 1886 - Altadena, Califòrnia, 18 de juliol de 1955) va ser un atleta estatunidenc que va competir a principis del segle xx.
El 1908 va prendre part en els Jocs Olímpics de Londres, on guanyà la medalla de bronze en la cursa dels 110 metres tanques, en quedar tercer rere els seus compatriotes Forrest Smithson i John Garrels.